# 金毓黻
金毓黻（1887年—1962年8月3日），又名毓紱，原名毓玺，字靜庵，號静晤，满族，辽宁辽阳人，中国歷史學家、考古學家。

## 經歷
1887年（清光緒十三年）生于奉天府遼陽州八家子村（今辽阳市灯塔市八家子村），属汉军正红旗。1907年，从遼陽啟化高等小學畢業，考入奉天省立中學堂。
1913年入北京大學国文系，师从语言学家黄侃，将黄侃视为自己的治学榜样。
1916年夏畢業后返回东北，任奉天省立第一中學、沈阳第一师范、沈阳女子师范学校等学校教員，后任职于辽宁、黑龙江两省政府部门。但金毓黻本意并不喜欢从政．把从政看成自己的谋生工具——“余本书生，嗜古成癖，不幸而投身政界⋯⋯实以此为谋生之具，非以其有兴味而为之也”阁。
金毓黻从政期间曾组织“东北学社”，创办《东北丛镌》，1930年组织人员开始编辑《东北丛书》(即后来的《辽海丛书》)，不断进行渤海史、东北史研究。
1931年“九一八事变”后，金毓黻被日军软禁，后被释放并被狱外监视。在此期间，金毓黻拒绝就任伪职，并专心于《渤海国志长编》的编辑与出版工作。
1936年，金毓黻赴上海，并先后在南京中央大学、四川三台的东北大学任教，曾任國立中央大学歷史系教授兼主任。
1945年国民党六大召开前夕，列入朱家骅与陈立夫联名向蒋介石推荐的98名“最优秀教授党员”之一。
1949年后任中国科学院历史研究所研究员。1954年，中国史学会公布第一届理事会名单，郭沫若担任主席，吴玉章、范文澜担任副主席，他担任常务理事。
1962年8月3日病逝。

## 治史观
金毓黻年轻时时代积弊，清廷衰亡，土地沦丧，使得金毓黻更加重视边疆问题的研究——“溯自逊清之季，国人怵于外患日亟，多喜谈边疆地理”。
金毓黻專治宋、遼、金朝历史，他的《中國史學史》受到梁啟超的啟發：“謹依劉、章之義例，緯以梁氏之條目，粗加詮次，以為誦說之資”。
其主张“靺鞨，当亦为沃沮、勿吉之音转”，认为朝鲜半岛北部的沃沮即勿吉，又分北沃沮(黑水等部)、东沃沮（白山等部），东女真当即古代东沃沮的后裔。此指东女真即曷懒甸女真，为唐以前沃沮的后裔。

## 家庭
美國華裔歷史學家金安平是金毓黻的孫女。

## 著作
- 1934，《渤海國志長編》
- 1946，《中國史學史》
- 1946，《東北通史》
- 1993，《靜晤室日記》，金毓黻日記整理。